# پوروکترا
پوروکترا (اندونزیایی: Purwakarta) شهری در استان جاوه غربی کشور اندونزی است. جمعیت این شهر بر اساس سرشماری سال ۱۹۹۰ میلادی، ۹۵٫۹۳۴ نفر و بر اساس سرشماری سال ۲۰۰۰ میلادی، ۱۶۷٫۱۵۲ بوده که در سال ۲۰۰۷ میلادی به ۲۳۹٫۱۵۲ نفر افزایش یافته‌است.